# 東武グループ

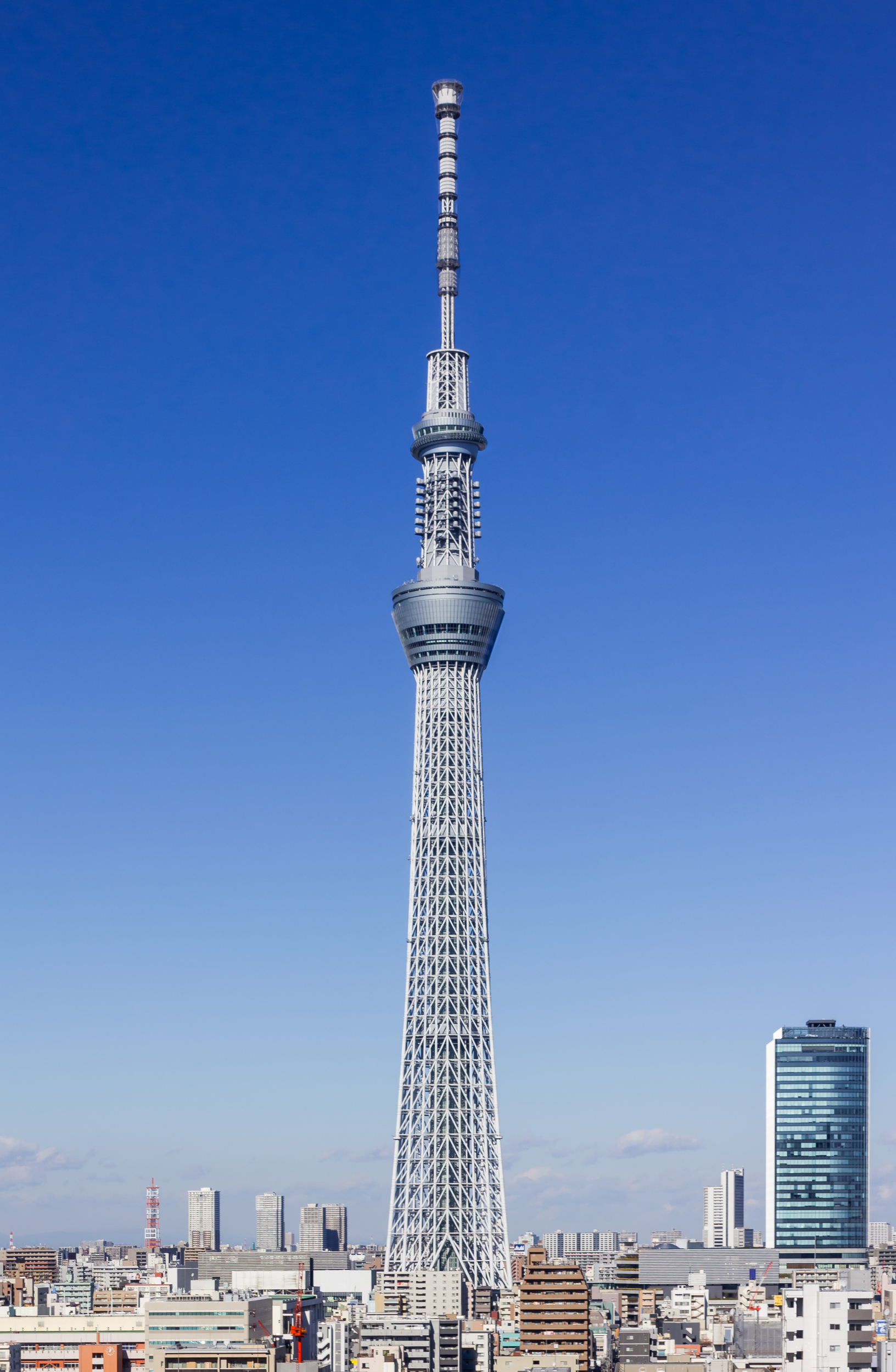
東武グループのシンボルである東京スカイツリー

東武グループ（とうぶグループ、英: TOBU Group）は、東武鉄道を中核とする日本の企業グループ。「東武鉄道グループ」とも呼ばれる。2020年3月期の総売上高は4,963億円。

## 概要
根津財閥を前身とし、2020年6月23日現在、東武鉄道を筆頭に子会社84社、関連会社9社で（運輸事業31社、レジャー事業31社、不動産事業4社、流通事業13社、その他事業17社）で構成されている。2006年におけるグループ総売上（9,312億円）の構成比では、流通39.0%、交通26.8%（東武鉄道含む）、住宅22.2%、レジャー12.0%であり、百貨店やスーパーマーケットといった流通部門の売上がグループの最大を占める。
東武鉄道本社がある東京都墨田区、東武百貨店やかつての東上業務部があった東京都豊島区、観光開発をしている栃木県日光市などに本社を構える企業が多い。
そのほか、東京周辺（埼玉県・千葉県など）を中心に活動する企業の多くは、本店所在地を東京都墨田区の東京スカイツリータウンの住所で登記している。ただし実際の各本社事務所は東武グループ一覧に記載された住所にあり、以下の一覧の所在地もこれに合わせる。詳細は、各社の個別記事または各社の公式サイト等を参照のこと。
なお、特記なき事業者は全て株式会社である。

## 住宅・不動産産業
東武鉄道本体でも「ソライエ」（Solaie）ブランドで、沿線住民の組織化に加えて、マンションなどの開発・販売を手掛けている。
- 東武不動産（東京都墨田区）[5]
- 東武エネルギーマネジメント（東京都墨田区）
- 錦糸町熱供給（東京都墨田区）
- 西池袋熱供給（東京都豊島区）
- 東武開発（東京都墨田区）
- 東武栃木生コン（栃木県宇都宮市）
- 東武建設（栃木県日光市）
- 東武シェアードサービス（東京都墨田区）
- 東武タウンソラマチ（東京都墨田区）
- 東武電設工業（東京都墨田区）
- 東武ビルマネジメント（東京都墨田区）
- 日本パーキングビルサービス（東京都豊島区）
- 東武保険サービス（東京都墨田区）
- 東武谷内田建設（東京都墨田区）
- 東武緑地（東京都墨田区）

## 流通産業
- 東武ストア（東京都板橋区）
- 宇都宮パーキングサービス（栃木県宇都宮市）
- 東武キャリアサービス（栃木県宇都宮市）
- 東栄産業（栃木県宇都宮市）
- 東武商事（東京都墨田区）
- 東武食品サービス（東京都豊島区）
- 東武フードシステム（東京都豊島区）
- 東武警備サポート（東京都豊島区）
- 東武フーズ（東京都板橋区）
- コム・イースト（東京都豊島区）

### 東武百貨店グループ
- 東武百貨店（東京都豊島区）
- 東武宇都宮百貨店（栃木県宇都宮市） - 東武百貨店とは兄弟会社
- 東武マーケティング（東京都豊島区）
- 総合パーキングサービス（千葉県船橋市）
- 東武カルチュア（東京都豊島区）
- 東武セキュリティ（東京都豊島区）
- 東武友の会（東京都豊島区）
- ニッテイ事業社（東京都豊島区）
- フルール・ド・パリ（東京都豊島区）

## レジャー産業
- 蔵王ロープウェイ（山形県山形市）
- 伊香保カントリー倶楽部（群馬県渋川市）
- 東武スポーツ（埼玉県越谷市）
- 東武タワースカイツリー（東京都墨田区）
- 東武ホテルマネジメント（東京都墨田区）
- 東武ホテル北海道（東京都墨田区）
- 仙台国際ホテル（宮城県仙台市青葉区）
- 金谷ホテル（栃木県日光市）
- 東武ビジネスソリューション（東京都墨田区）
- 東武不動産（東京都墨田区）
- 東武レジャー企画(ハイブリッド・レジャーランド東武動物公園）（埼玉県南埼玉郡宮代町）
- ニッポンレンタカー東武（東京都墨田区） - ニッポンレンタカーサービス（NRS）のフランチャイズ企業。

### 東武興業グループ
- 東武興業（東京都墨田区）
- 奥日光開発（栃木県日光市）
- 東武ゴルフサービス（東京都墨田区）
- 東武ワールドスクウェア（栃木県日光市）

### 東武トップツアーズグループ
- ティラミスホールディングス（東京都墨田区） - 東武トップツアーズの持株会社
- 東武トップツアーズ（東京都墨田区）
- トップ・スタッフ（東京都渋谷区）
- TOPTOUR EUROPE LIMITED（ロンドン）
- TTA，INC．（カリフォルニア州）

## 交通産業

### 旅客運輸
- 東武鉄道

- シンフォニア東武（埼玉県春日部市）
- 東武インターテック（埼玉県久喜市）
- 東武エンジニアリング（東京都墨田区）
- 東武ステーションサービス （東京都墨田区）

#### 東武バスグループ
- 東武バス（東京都墨田区）
- 東武バスウエスト（埼玉県さいたま市北区）
- 東武バスセントラル（東京都足立区）
- 東武バス日光（栃木県日光市）

#### 朝日自動車グループ
- 朝日自動車（東京都墨田区）
- 朝日カーメンテナンス（埼玉県さいたま市北区）
- 茨城急行自動車（埼玉県北葛飾郡松伏町）
- 川越観光自動車（埼玉県比企郡滑川町）
- 国際十王交通（埼玉県熊谷市）
- 関越交通（群馬県渋川市）
- 桐生朝日自動車（群馬県桐生市）
- 東北急行バス（東京都江東区）
- 日光交通（栃木県日光市）
- 阪東自動車（千葉県我孫子市）

### 貨物運輸　流通業
- 東武デリバリー（埼玉県さいたま市緑区）

#### 東武運輸グループ
- 東武運輸（埼玉県南埼玉郡宮代町）
- 群馬ロジテム（栃木県足利市）
- 埼玉ロジテム（埼玉県北葛飾郡杉戸町）
- 嶋久運輸（千葉県千葉市中央区）
- 東海ロジテム（静岡県袋井市）
- 東武物流サービス（群馬県邑楽郡大泉町）
- 栃木ロジテム（栃木県栃木市）
- 富士通運（群馬県館林市）

## その他
- 一般財団法人東武博物館（東京都墨田区）

(旧財団法人東武鉄道共助会)

## 過去のグループ企業
- 東武ブックス（東京都墨田区）：2018年1月25日付で日本出版販売（日販）が買収[6]。
- 東武計画（東京都豊島区）
  - 東武計画技術センター（埼玉県川越市）
  - 東武計画設計センター（東京都墨田区）
- 東日本総研（埼玉県川越市）
- 東武ランドシステム（東京都墨田区）
- 蔵王リゾート（山形県山形市）
- 林友観光（山形県山形市）
- 松島ベイクルーズ（宮城県塩竈市）
- 水戸ロジテム（茨城県水戸市）
- トウブドラッグ（埼玉県越谷市）：マツモトキヨシに吸収され消滅。
- 東武バスイースト（千葉県柏市）：東武バスセントラルに吸収合併され消滅。

### 他社に株式売却等
- 東武ガス
  - 現在は日本瓦斯の子会社となり、東彩ガスに社名変更。
- 東武運輸栃木
- 東武運輸新潟
  - 上記2社は2004年にプリヴェ企業再生グループの子会社になった後合併し、現在の商号は「プリヴェ運輸」。なお、現プリヴェ運輸公式サイトの会社概要[7]によれば、東武鉄道は現在も同社の株式の一部を有しているようである。
- 会津高原アストリアホテル
  - 東武鉄道と地元自治体の合弁の第三セクターが運営していたが、2002年に東武鉄道が資本を引き揚げた。
- 金龍自動車交通
  - 日本交通の子会社となり、日交足立に社名変更を経て、美輝タクシーと合併し日交美輝となっている。
- 東野交通（栃木県宇都宮市）
  - 2016年12月よりみちのりホールディングスの子会社となり、2018年10月1日に同グループの関東自動車を存続会社として合併し、解散。
- 東野整備（栃木県宇都宮市）
  - 東野交通の子会社。東野交通解散と同時に、関東自動車子会社の関東自動車整備に吸収合併され解散。
- 那須交通（栃木県大田原市）
- やしお観光バス（栃木県那須塩原市）
  - 上記2社は、東野交通の元子会社で、現在は関東自動車の子会社として存続。
- デリバリーサービス
  - 2017年7月に綜合警備保障の子会社となり、ALSOK関東デリバリーへ商号変更。
- 谷川岳ロープウエー株式会社（群馬県みなかみ町）
  - 2022年3月1日付で、星野リゾートに売却。

### 解散
- 東武ブライダル（群馬県館林市）
  - 債務超過が続いていたため、2008年9月30日をもって解散。館林野鳥の森フラワーガーデン（現東武トレジャーガーデン）を始めとした一部資産は、東武緑地に移管。
- 東武コミュニケーションズ（東京都墨田区）
  - 競争激化による利益減少のため、2008年3月31日をもって解散。事業は東武鉄道に譲渡。
- 東武配送サービス（東京都墨田区）
  - 2001年10月に東武デリバリーに営業譲渡済みで、その後の残余財産処理に目処がついたため、2008年5月14日をもって解散。
- 株式会社ニッポンレンタカー東武
  - 債務超過により、「ニッポンレンタカー東武株式会社」を設立して解散。
- 銀座花
- TR Preferred Capital Limited（ケイマン諸島）
- ガンプス・インターナショナル（東京都豊島区）
  - 2017年2月22日の株主総会の決議(会社法第319条第1項規定による書面決議)により、2017年2月28日をもって解散。

など。
ほか、グループ内再編などで統合により解散した企業が多数ある。
など、グループ企業の記事を参照のこと。

## グループ外関連企業
他の大手資本が入っているなどの関係で東武グループには属さないが、東武鉄道及び東武グループと関係の深い企業。
- 野岩鉄道 - 福島県、栃木県に次いで東武鉄道も大株主の一員。
- 会津鉄道 - 筆頭株主は福島県。東武鉄道も大株主の一員。
- 上毛電気鉄道 - 東武鉄道の連結子会社だが、上信電鉄、群馬銀行、鹿島建設など他系列企業も大株主となっているためか、東武グループ一覧には掲載されていない。
- 宇都宮ライトレール - 筆頭株主は宇都宮市であるが、東武鉄道も大株主の一員。
- 秩父鉄道 - 筆頭株主は太平洋セメント。秩父本線が東上線系統所属車両の南栗橋車両管区への入出場回送など、東上線系統と本線系統相互の車両回送に使われている。
- 鬼怒高原開発 - 東武鉄道の他に鬼怒川川治温泉観光協会、塩原町観光協会が出資する。
- 上野精養軒 - 根津財閥時代の名残で武蔵学園と根津公一の両者で約五分の一の株を所有する。
- 埼玉新都市交通 - 埼玉県、JR東日本グループに次いで東武鉄道も出資。
- 松屋 (百貨店) - 浅草駅に入居。東武鉄道が大株主[8]。

## 関係のない団体
「東武」を名乗るが東武鉄道や東武グループとは資本的・組織的につながりがない団体。東武鉄道発祥地域の「東武」（武蔵国東部、現在の埼玉県東部、東京都23区東部）とも無関係。
- 東武 (スーパーマーケット) - 北海道
- 水戸東武館 - 茨城県 ※ 東武鉄道よりも古い時代から“東武”を使用している
- 東武住販 - 山口県